# Francisco Manuel dos Santos Pacheco
Francisco Manuel dos Santos Pacheco (São Miguel dos Campos, Alagoas 1850 - 2 de enero de 1926 un militar, político, coronel, senador brasileño en Alagoas y el 12º gobernador republicano de Alagoas. Pertenecía a la familia Santos Pacheco.
Era el propietario del Ingenio Brejo en Coruripe, Alagoas.
Fue presidente de Alagoas del 17 de junio de 1899 al 12 de junio de 1900 y senador del estado en los períodos 1897-1898, 1901-1906 y 1913-1916. También fue vicegobernador de Manuel José Duarte desde el 12 de junio de 1897 hasta el 12 de junio de 1899.
Fue elegido vicegobernador en 1897 con una amplia mayoría de votos, 13.394 frente a los 371 de Tibureio Araujo. También fue vicegobernador de Euclides Viera, Malta, de 1900 a 1903, y de Joaquim Paulo Viera, Malta, de 1903 a 1906.
En julio de 1899 se realizó el Velo-Sport, una carrera ciclista en honor al gobernador Francisco dos Santos Pacheco. La carrera tuvo a Jacintho Nunes Leite Filho como juez de pista.
La noticia de que la plaga había llegado al puerto de Santos encendió el faro de alerta en Alagoas, obligando al estado y al municipio a aumentar la limpieza de la ciudad. Para organizar las medidas sanitarias, el gobernador Francisco Manuel dos Santos Pacheco, convocó al Consejo General de Higiene, solicitando que un grupo de reclusos se hiciera cargo de la limpieza general de la ciudad, y recomendando el cuidado de la precaria vivienda de los más pobres.
El 19 de abril de 1900, el vicegobernador, coronel Francisco Manuel, reorganizó el Liceo de Artes y Oficios mediante el Decreto Nº 177 del 9 de febrero de 1900.
También autorizó la compra de un edificio, por 8:500 $000 de réis para acelerar el retorno de las actividades, nombró una comisión para elaborar el reglamento interno.
Era hermano de João Pacheco de Lima y estaba casado con Thereza Francisca da Silva Pacheco, quien fue su primera dama, fallecida en 1908.
Francisco Manoel fue miembro del comité ejecutivo del Partido Demócrata y vicepresidente de la Rama Maceió. En 1915, Francisco juramentó al Dr. João Baptista Accioly Júnior y al Coronel Francisco da Rocha Cavalcante, para los cargos de Gobernador y Vicegobernador, respectivamente.
El 27 de diciembre de 1925, el coronel Francisco Manuel se encontraba muy enfermo. murió en Maceió el 2 de enero de 1926.
El 30 de enero de 1926, el Partido Demócrata organizó varias misas en la catedral de Maceió en su memoria. Varias personas asistieron a la misa del trigésimo día de Francisco.
El 30 de enero, durante la convención del Partido Demócrata, el senador Fernandes Lima pronunció un discurso en el que citó las virtudes del coronel Santos Pacheco, tras lo cual designó al gobernador Costa Rego para llenar la vacante dejada por el coronel.
El 27 de abril de 1926 se realizó un voto de condolencia en memoria del coronel en el concejo municipal de Maceió.

## Homenajes
La calle Santos Pacheco (antigua Avenida Santos Pacheco) y Santos Pacheco - centro de Maceió fueron nombradas por la Ley Nº 63 del 5 de febrero de 1902.
Avenida Santos Pacheco en Junqueiro y calle Santos Pacheco también en Junqueiro.